# Marek Jankulovski
Marek Jankulovski (* 9. Mai 1977 in Ostrava) ist ein ehemaliger tschechischer Fußballspieler.

## Vereinskarriere
Marek Jankulovski begann mit dem Fußballspielen bei Baník Ostrava. In der Saison 1994/95 wurde der Mittelfeldspieler zum ersten Mal in der ersten Mannschaft eingesetzt. In der Rückrunde 1995/96 wurde er an den Drittligisten VTJ Znojmo ausgeliehen und kehrte anschließend nach Ostrava zurück.
In den folgenden Jahren gehörte Jankulovski zu den besten Spielern bei Baník. In der Saison 1999/00 gelangen dem Linksfuß acht Tore in 27 Spielen, das machte ausländische Klubs auf ihn aufmerksam. Jankulovski wechselte zur SSC Neapel in die italienische Serie A, wo er zwei Jahre blieb. 2002 wurde er von Udinese Calcio verpflichtet, wo er zu den herausragenden Spielern gehörte. In drei Spielzeiten bestritt er 91 Partien und schoss 15 Tore.
Mehrere europäische Spitzenvereine waren an den Diensten des Tschechen interessiert, unter anderem Juventus Turin, schließlich sicherte sich 2005 die AC Mailand Jankulovskis Dienste. In Mailand saß Jankulovski im ersten Jahr nur auf der Ersatzbank, in der Saison 2006/07 gehörte er zur Stammformation.
In jener Saison gewann er mit der AC Mailand die UEFA Champions League 2006/07. 2011 gewann er die italienische Meisterschaft. Im Jahr 2012 beendete er seine Karriere.

## Nationalmannschaft
Marek Jankulovskis Talent blieb den Trainern nicht lange verborgen. Er durchlief alle Juniorenmannschaften Tschechiens. In der A-Nationalmannschaft debütierte er am 8. Februar 2000 beim 2:1-Sieg gegen Mexiko im Carlsberg Cup. Seither gehörte Jankulovski zum festen Stamm der tschechischen Nationalmannschaft, in der er allerdings als linker Außenverteidiger in der Viererkette eingesetzt wird. Er spielte bei der Euro 2000, der Euro 2004 sowie bei der WM 2006 und der EM 2008. Nach dem Qualifikationsspiel zur Endrunde der Weltmeisterschaft 2010 am 14. Oktober 2009 gegen die Nordirische Nationalmannschaft erklärte er seinen Rücktritt aus der tschechischen Nationalmannschaft.

## Spielweise
Jankulovskis Stärken lagen in seiner Schnelligkeit, seiner herausragenden Technik und seinem harten Schuss mit dem linken Fuß. Auf diese Weise gelangen ihm nicht selten Treffer aus der zweiten Reihe per Weitschuss. Er konnte sowohl in der Abwehr als auch im Mittelfeld auf der linken Seite eingesetzt werden.

## Erfolge
AC Mailand
- Italienische Meisterschaft: 2011
- UEFA Champions League: 2006/07
- FIFA-Klub-Weltmeisterschaft 2007
- UEFA-Supercup: 2007

Persönliche Auszeichnungen
- Tschechischer Fußballer des Jahres: 2007

## Sonstiges
Sein Vater Pando Jankulovski, gebürtiger Grieche, spielte lange Jahre in der 2. Tschechoslowakischen Liga für NHKG Ostrava und TJ TŽ Třinec und von 1962 bis 1965 für FC Zbrojovka Brno in der 1. Liga. Außerdem spielte er auch in der österreichischen Staatsliga A für den Kapfenberger SV.